# Championnats des États-Unis d'athlétisme 2018
Navigation
Championnats 2017 Championnats 2019
Les championnats des États-Unis d'athlétisme 2018 ont lieu du 21 au 24 juin 2018 au Drake Stadium de Des Moines, en Iowa. La compétition détermine les champions d'athlétisme séniors et juniors des États-Unis.

## Résultats

### Hommes
| Épreuves                     | Or                               | Argent                              | Bronze                              |
| 100 m Vent : + 1,1 m/s       | Noah Lyles 9 s 88                | Ronnie Baker 9 s 90                 | Kendal Williams 10 s 00             |
| 200 m Vent : - 1,9 m/s       | Ameer Webb 20 s 47               | Terrell Smith 20 s 74               | Andrew Hudson 20 s 80               |
| 400 m                        | Kahmari Montgomery 44 s 58       | Paul Dedewo 44 s 64                 | Michael Cherry 44 s 85              |
| 800 m                        | Clayton Murphy 1 min 46 s 50     | Isaiah Harris 1 min 47 s 11         | Erik Sowinski 1 min 47 s 76         |
| 1 500 m                      | Matthew Centrowitz 3 min 43 s 37 | Izaic Yorks 3 min 43 s 63           | Eric Jenkins 3 min 43 s 74          |
| 5 000 m                      | Paul Chelimo 13 min 29 s 47      | Ryan Hill 13 min 29 s 67            | Hassan Mead 13 min 30 s 12          |
| 10 000 m                     | Lopez Lomong 28 min 58 s 38      | Shadrack Kipchirchir 28 min 59 s 67 | Elkanah Kibet 29 min 0 s 00         |
| 3 000 m steeple              | Evan Jager 8 min 20 s 10         | Hillary Bor 8 min 22 s 58           | Andy Bayer 8 min 24 s 66            |
| 20 km marche                 | Nick Christie 1 h 24 min 53 s 37 | Emmanuel Corvera 1 h 27 min 47 s 13 | John Cody Rich 1 h 28 min 29 s 47   |
| 50 km marche                 | Nick Christie 4 h 9 min 32 s     | Matthew Forgues 4 h 23 min 28 s     | Anthony Joseph Grut 4 h 45 min 16 s |
| 110 m haies Vent : - 1,8 m/s | Devon Allen 13 s 46              | Grant Holloway 13 s 46              | Jarret Eaton 13 s 51                |
| 400 m haies                  | Kenny Selmon 48 s 21             | TJ Holmes 48 s 51                   | Khallifah Rosser 48 s 65            |
| Saut en hauteur              | Jeron Robinson 2,31 m (=PB)      | Erik Kynard 2,28 m                  | Trey Culver 2,28 m                  |
| Saut à la perche             | Sam Kendricks 5,85 m             | Chris Nilsen 5,80 m                 | Cole Walsh 5,75 m                   |
| Saut en longueur             | Jeff Henderson 8,10 m            | Zack Bazile 8,08 m (+1,0)           | Marquis Dendy 8,04 m(+2,4)          |
| Triple saut                  | Donald Scott 17,37 m             | Chris Benard 17,32 m                | KeAndre Bates 17,16 m               |
| Lancer du poids              | Darrell Hill 21,57 m             | Ryan Crouser 20,99 m                | Curtis Jensen 20,87 m               |
| Lancer du disque             | Reggie Jagers 68,61 m            | Mason Finley 67,10 m                | Sam Mattis 66,32 m                  |
| Lancer du marteau            | Rudy Winkler 73,76 m             | Alex Young 73,22 m                  | Sean Donnelly 73,09 m               |
| Lancer du javelot            | Curtis Thompson 75,99 m          | Capers Williamson 75,71 m           | Riley Dolezal 75,10 m               |
| Décathlon                    | Zach Ziemek 8 294 points         | Solomon Simmons 8 019 points        | Harrison Williams 7 878 points      |

### Femmes
| Épreuves                     | Or                                     | Argent                              | Bronze                           |
| 100 m Vent : + 0,6 m/s       | Aleia Hobbs 10 s 91                    | Ashley Henderson 10 s 96            | Jenna Prandini 10 s 98           |
| 200 m Vent : - 1,0 m/s       | Jenna Prandini 22 s 62                 | Phyllis Francis 22 s 83             | Kyra Jefferson 22 s 89           |
| 400 m                        | Shakima Wimbley 49 s 52                | Jessica Beard 50 s 08               | Kendall Ellis 50 s 37            |
| 800 m                        | Ajeé Wilson 1 min 58 s 18              | Raevyn Rogers 1 min 58 s 57         | Ce'Aira Brown 1 min 58 s 65      |
| 1 500 m                      | Shelby Houlihan 4 min 5 s 48           | Jenny Simpson 4 min 6 s 21          | Kate Grace 4 min 7 s 04          |
| 5 000 m                      | Shelby Houlihan 15 min 31 s 03         | Rachel Schneider 15 min 32 s 71     | Karissa Schweizer 15 min 34 s 31 |
| 10 000 m                     | Molly Huddle 31 min 52 s 32            | Marielle Hall 31 min 56 s 68        | Stephanie Bruce 32 min 05 s 05   |
| 3 000 m steeple              | Emma Coburn 9 min 17 s 70              | Courtney Frerichs 9 min 18 s 69     | Mel Lawrence 9 min 33 s 30       |
| 20 km marche                 | Maria Michta-Coffey 1 h 35 min 21 s 59 | Katie Burnett 1 h 37 min 55 s 97    | Robyn Stevens 1 h 40 min 28 s 96 |
| 50 km marche                 | Katie Burnett 4 h 47 min 50 s          | Erin Taylor-Talcott 4 h 59 min 16 s | Teresa Vaill 5 h 29 min 29 s     |
| 100 m haies Vent : - 1,4 m/s | Kendra Harrison 12 s 46                | Christina Manning 12 s 65           | Sharika Nelvis 12 s 68           |
| 400 m haies                  | Shamier Little 53 s 61                 | Georganne Moline 54 s 12            | Cassandra Tate 55 s 00           |
| Saut en hauteur              | Vashti Cunningham 1,95 m               | Inika McPherson 1,92 m              | Liz Patterson 1,89 m             |
| Saut à la perche             | Sandi Morris 4,80 m                    | Katie Nageotte 4,70 m               | Jenn Suhr 4,60 m                 |
| Saut en longueur             | Shakeelah Saunders 6,54 m              | Quanesha Burks 6,52 m               | Kendell Williams 6,48 m          |
| Triple saut                  | Keturah Orji 14,59 m                   | Tori Franklin 14,52 m               | Imani Oliver 14,22 m             |
| Lancer du poids              | Maggie Ewen 19,29 m                    | Jessica Ramsey 19,23 m              | Raven Saunders 18,74 m           |
| Lancer du disque             | Valarie Allman 63,55 m                 | Maggie Ewen 61,13 m                 | Laulauga Tausaga-Collins 60,65 m |
| Lancer du marteau            | DeAnna Price 78,12 m (CR, NR)          | Gwendolyn Berry 72,99 m             | Brooke Andersen 72,17 m          |
| Lancer du javelot            | Kara Winger 62,88 m                    | Avione Allgood 56,54 m              | Ariana Ince 55,97 m              |
| Heptathlon                   | Erica Bougard 6 347 pts                | Alex Gochenour 6 003 pts            | Lindsay Schwartz 5 933 pts       |